# Veľké Leváre
Veľké Leváre es un municipio del distrito de Malacky en la región de Bratislava, Eslovaquia, con una población estimada a final del año 2024 de 3762 habitantes.
Se encuentra ubicado al norte de la región, en el valle del río Morava y cerca de la frontera con las regiones de región de Trnava y con Austria.

## Demografía
| Año        | 1994 | 2004     | 2014    | 2024    |
| ---------- | ---- | -------- | ------- | ------- |
| Población  | 3228 | 3554     | 3576    | 3762    |
| Diferencia |      | +10,09 % | +0,61 % | +5,20 % |

| Año        | 2023 | 2024    |
| ---------- | ---- | ------- |
| Población  | 3751 | 3762    |
| Diferencia |      | +0,29 % |